# Lillian Richard

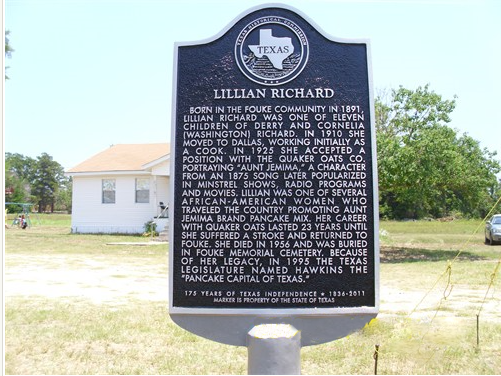
Marcador histórico dedicado a Lillian Richard

Lillian Richard (23 de marzo de 1891 - 2 de julio de 1956) fue una actriz afroamericana conocida por interpretar a Aunt Jemima.

## Biografía
Nació el 23 de marzo de 1891 en Hawkins, Texas, la quinta de once hijos de Derry Richard y su esposa Cornelia (de soltera Washington). Creció en la comunidad cercana de Fouke, Texas. Uno de sus hermanos era George Richard, abuelo de Stanley Richard, un profundo retirado de los San Diego Chargers y los Washington Redskins.
En 1910, Richard se fue a Dallas, trabajando inicialmente como cocinero. Alrededor de 1912, se casó con Golden Leflore, quien murió aproximadamente dos años después de tuberculosis.
En 1925, Quaker Oats Company la contrató para interpretar al personaje de la tía Jemima, demostrando panqueques y otros productos. Su trabajo de "lanzamiento de panqueques" estaba basado en Paris, Texas.
Se casó con James Diggs en 1935.
Su carrera con Quaker Oats duró 23 años. Después de sufrir un derrame cerebral alrededor de 1947-1948, regresó a Fouke. Los familiares la cuidaron hasta su muerte en 1956. Ella sobrevivió a su esposo y no tuvo hijos.
En 1995, la Legislatura de Texas aprobó una resolución declarando a Hawkins la "Capital de los panqueques de Texas". Se colocó un marcador histórico de Texas a nombre de Richard el 30 de junio de 2012.